# فرانك ويتمان
فرانك ويتمان (بالإنجليزية: Frank Whitman)‏ هو لاعب كرة قاعدة أمريكي، ولد في 15 أغسطس 1924 في مارينغو في الولايات المتحدة، وتوفي في 6 فبراير 1994 في ماريفيل في الولايات المتحدة.

## وصلات خارجية
- فرانك ويتمان على موقعبيزبول رفرنس.كوم (الدوري الرئيسي) (الإنجليزية)
- فرانك ويتمان على موقعبيزبول رفرنس.كوم (الدوري الثانوي) (الإنجليزية)